# Attrezzatura da golf

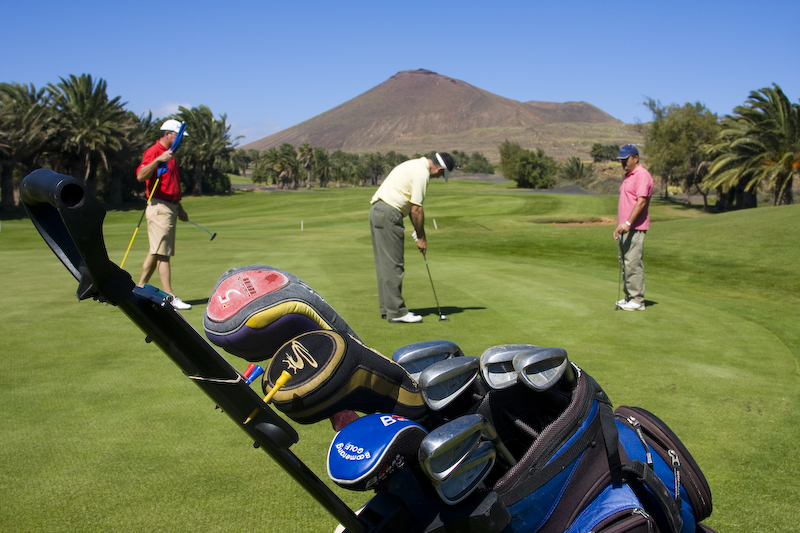
Bastoni da golf in una sacca. Sullo sfondo, un giocatore usa un putter per imbucare la palla

L'attrezzatura da golf comprende tutto ciò che è necessario o funzionale al gioco del golf. Essa include quindi la palla, i bastoni, le attrezzature che intervengono e aiutano il colpo e il materiale che correda il gioco in sé.

## Attrezzatura

### Palla

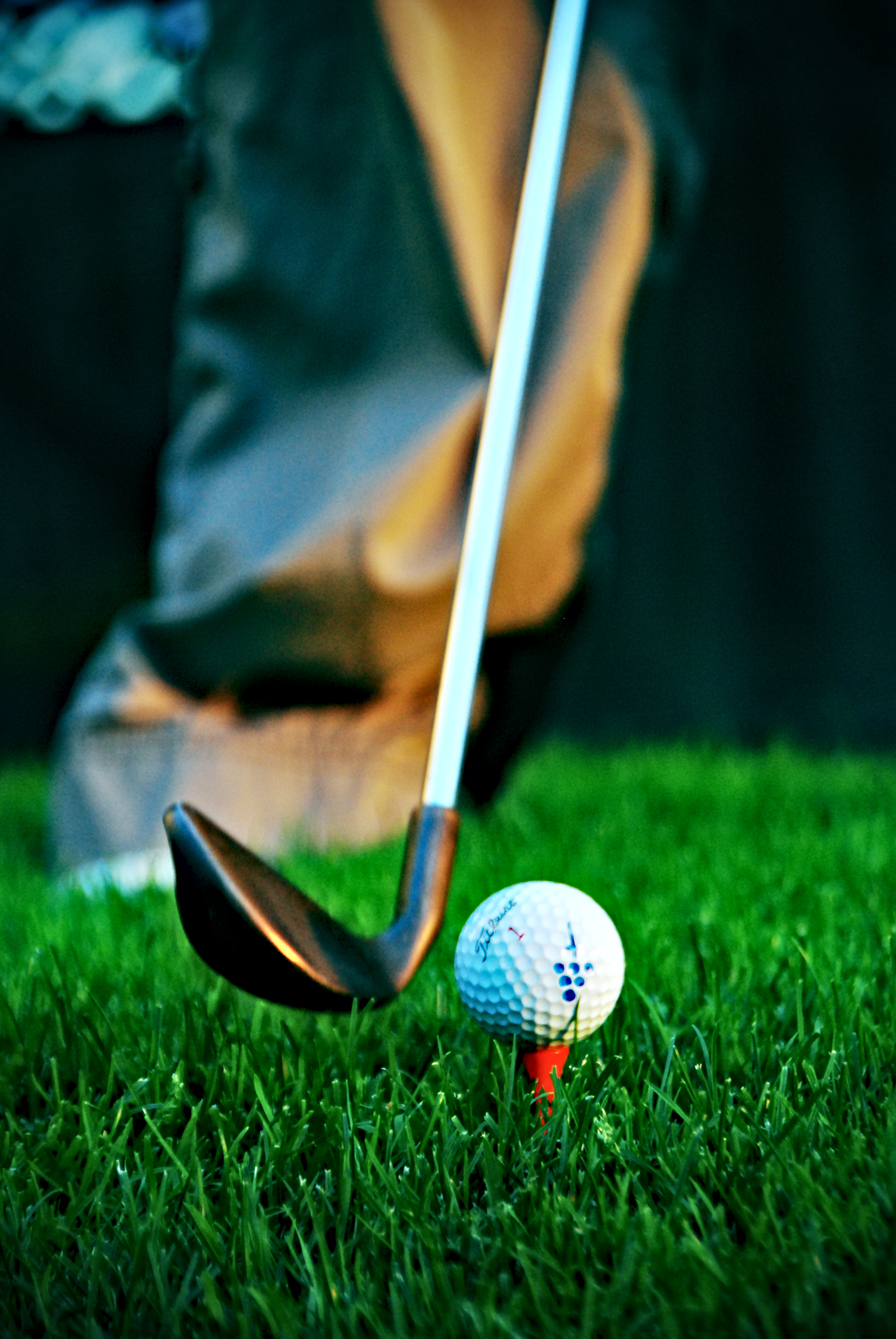
Un bastone addressato a una palla supportata dal tee

Il diametro minimo consentito di una palla da golf è di 42.67 mm e la sua massa non deve superare i 45.93 g. Le moderne palle da golf hanno una superficie solitamente caratterizzata da 300-450 fossette progettate per migliorarne l'aerodinamica. Il metodo di costruzione e il materiale influiscono significativamente nella distanza che la palla percorrerà, nella traiettoria e nello spin (o rotazione). Materiali più duri, come il Surlyn, garantiscono maggiori distanze, mentre coperture più morbide, come l'Uretano, generano più spin e di conseguenza una maggiore forza d'arresto, necessaria a fermare la palla vicino al punto d'atterraggio.

### Bastoni
Un giocatore normalmente trasporta numerosi bastoni durante un giro, ma mai più di quattordici, come definito dalle Regole del Golf. Esistono principalmente tre tipi di bastoni, conosciuti come legni, ferri e putters. I legni sono usati per giocare dal tee o dal fairway e garantiscono le maggiori distanze, mentre i ferri sono usati per tiri di precisione e di medio-lunga distanza dal fairway o dal rough. Un nuovo tipo di bastoni, chiamati "ibridi", uniscono la precisione dei ferri e la facilità di esecuzione del colpo dei legni con loft maggiore. I wedge sono ferri con un loft (angolo tra la faccia e la canna, o shaft) particolarmente alto, impiegati per giocare colpi più corti e precisi. Essi possono anche essere usati da posizioni impegnative, come nei bunker o negli approcci (o entrate in green). I putter sono bastoni con un loft quasi nullo, utile per mantenere la palla bassa e per farla rotolare sul green.
Inoltre tutti i bastoni sono contrassegnati da una precisa sigla o da un numero.

### Tee
Il tee è un oggetto di plastica o legno a forma di cuneo che si conficca nel terreno e su cui si appoggia la palla, per facilitare il colpo e minimizzare il rischio di errore. L'uso del tee è limitato al primo colpo (tee shot) di ogni buca. La lunghezza del tee dipende dal bastone che si intende utilizzare e dalle abitudini professionali: bastoni con faccia molto ampia richiedono tee più lunghi, mentre bastoni con faccia meno ampia o loft maggiore necessitano  di tee molto corti.
Alternativamente al tee si può usare un mucchietto di sabbia per sollevare la palla, pratica molto rara e legata alla tradizione, quando i tee di legno non venivano ancora usati.

### Sacca
Di solito i bastoni vengono trasportati in una sacca da golf. Originariamente in pelle, sono costruite principalmente in nylon e hanno forma cilindrica. Le sacche hanno numerose tasche progettate per contenere sia l'attrezzatura necessaria per giocare sia gli effetti personali del giocatore. Le sacche possono essere portate a spalla, caricate su carrelli o su golf cart. Le sacche a spalla hanno la caratteristica di avere due supporti retrattili che la mantengono in parte sollevata quando viene appoggiata a terra.

### Golf cart

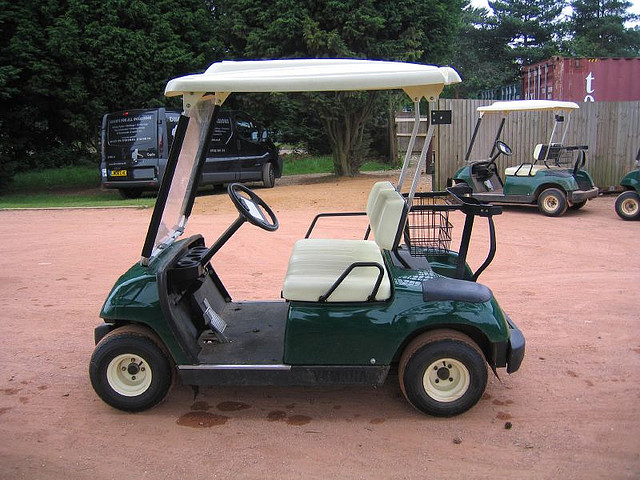
Un golf cart, veicolo motorizzato

I golf cart sono veicoli motorizzati usati per trasportare i giocatori e  l'attrezzatura durante un giro di golf. Essi sono dotati di motore elettrico, più silenzioso in campo e più facile da gestire. Con il termine Golf cart si è soliti definire anche i carrelli da golf, elettrici o manuali, utili a trasportare le sacche con l'attrezzatura lungo il percorso di gioco. 

### Alzapitch
Un alzapitch è un oggetto a forma di forchetta con due rebbi usata per sollevare il pitchmark (il segno della palla lasciato al suo atterraggio in green). A volte nell'alzapich è integrato un marcapalla, un dischetto metallico che serve al giocatore per segnalare la posizione della sua palla sul green mentre altri giocatori giocano il proprio colpo.

### Guanti
I giocatori indossano spesso dei guanti che migliorano in grip ed evitano ferite e bruciature sulla mano. Normalmente il guanto si indossa sulla mano non dominante (un giocatore destroso indossa il guanto sinistro e viceversa).

### Scarpe
La maggior parte dei golfisti indossa scarpe con i tacchetti di plastica o metallo sulla suola, utili per aumentare la stabilità in campo e la resistenza alla trazione esercitata dal colpo. Buona parte dei Golf Club hanno bandito l'uso di tacchetti di metallo, consentendo solo quelli di plastica (o soft spikes).

### Altre attrezzature
- I pescapalla sono aste telescopiche con una retina o una coppetta all'estremità usate per recuperare la palla in un ostacolo d'acqua
- I telemetri sono strumenti che permettono di misurare le distanze in campo con precisione. Tramite la tecnologia laser sono in grado di misurare la posizione di ostacoli come alberi, siepi o della stessa bandiera.